# De Eeuw van de Amateur
De Eeuw van de Amateur is een Nederlandse podcast van journalist Botte Jellema, fotostripmaker Ype Driessen en schrijver en cabaretier Paulien Cornelisse. Zij ontvangen gasten en bespreken met hen (levens)vragen van luisteraars. De makers noemen De Eeuw van de Amateur een podcast 'over alles' en werd gelanceerd in 2015. In september 2018 werden ze bekroond bij de Dutch Podcast Awards in de categorie journalistiek en media.
Bekende gasten waren o.a. wiskundige Ionica Smeets, columnist Aaf Brandt Corstius, zangeres Aafke Romeijn, journalist Gijs Groenteman, cabaretier Johan Goossens, schrijver en onderzoeker Linda Duits en schrijver en journalist Joost de Vries. Sinds november 2018 kunnen de luisteraars ook helpen met het bijhouden van zogenaamde 'show notes' op de pagina van Eeuw van de Amateur.
De Eeuw van de Amateur wordt uitgegeven door podcastnetwerk Dag en Nacht Media.

## Rubrieken

### Vaste rubrieken
- De Eeuw-o-Foon: Luisteraars spreken een vraag of verhaal in op de voicemail van 06 1990 68 71. Veelal aangekondigd door een jingle gemaakt door Ype Driessen, waar hij in de uitzending buitenproportioneel trots op is.
- Het theezakje: De presentatoren en eventuele gast beantwoorden een vraag die gesteld is op het labeltje van een Pickwick theezakje.
- Pet Shop Boys Alarm: Bijna zonder uitzondering weet Ype elke aflevering een vraag of onderwerp te relateren aan een tekst of uitspraak van zijn favoriete band, de Pet Shop Boys. Botte begeleidt dit onvermijdelijke moment met een geluidseffect.
- Verslag van de Egelwerkgroep: Ype is sinds augustus 2019 ambassadeur van de Egelwerkgroep Nederland en doet daar wekelijks verslag van.

### Regelmatig terugkerend
- Cultuurtips: Tips over cultuur. Vaak gecentreerd rond Amsterdam, en meestal voorzien van een live gespeeld gitaarakkoord door Botte.
- iTunes reviews: Botte en Ype lezen positieve reviews van de podcast in iTunes voor in een poging om luisteraars te stimuleren ook een goeie review achter laten.
- Aanvullingen en correcties.

### Sporadisch terugkerend
- Agrarische momenten: Botte Jellema vertelt over zijn opvoeding op een boerderij in Friesland. Het onderdeel is ontstaan doordat Paulien Cornelisse hier vervolgens grappend en sarcastisch op reageert.
- De naam van Botte: De naam en de herkomst van Botte wordt besproken. Onder andere de problemen die hij ondervindt in het homo-uitgaansleven, zijn naamgenoot (neef) en het aangesproken worden als Jelle.

### Voormalige rubrieken
- Nououououou, wat een verháál! : Gesponsord onderdeel. Luisteraars stuurden een bijzonder verhaal in, rondom een bepaald thema, zoals bijvoorbeeld de tandarts.
- De krant van drie maanden geleden: Botte Jellema gaat terug naar de krant van drie maanden geleden en bespreekt artikelen met de anderen. Vervolgens verbazen de makers zich over het feit dat zij zich toen over dit onderwerp druk maakten.